# KSV Efferen
Der Kraftsportverein Efferen 1922 e. V. ist ein Ringerverein aus dem Stadtteil Efferen in Hürth. Der Verein wurde 1922 gegründet. Von 1968 bis 1971 und von 1974 bis 1977 rang die Mannschaft in der 1. Bundesliga in der Gruppe West. Bekannt wurde der Verein auch durch die erfolgreiche Fluchthilfe für Fred Kämmerer aus der DDR.

## Erfolge in der 1. Bundesliga
- Saison 1968/69 5. der Staffel West[2]
- Saison 1969/70 5. der Staffel West[3]
- Saison 1970/71 3. der Staffel West, Halbfinale der deutschen Meisterschaft[4][5]
- Saison 1974/75 5. der Staffel West[6]
- Saison 1975/76 5. der Staffel West[7]
- Saison 1976/77 10. der Staffel West[8]

## Auswahl von Erfolge von Ringern bei deutschen Meisterschaften
- Fred Kämmerer, 2. Platz 1964 und 1965, Freistil, Federgewicht
- Detlef Schmengler, 3. Platz 1971, Freistil, Federgewicht
- Rouzbeh Khoshbin, 3. Platz 2008, Freistil, bis 74 kg
- Guido Dickmeiß, 1. Platz 1987, GR, bis 62 kg
- Guido Dickmeiß, 4. Platz Junioren-WM 1987, GR, bis 62 kg
- Guido Dickmeiß, 1. Platz 1984, GR, bis 52 kg